# Chorverband Nordrhein-Westfalen
Der Chorverband Nordrhein-Westfalen (bis 22. April 2007 Sängerbund Nordrhein-Westfalen, Eigenschreibweise: ChorVerband) ist eine Vereinigung von Chören in Nordrhein-Westfalen.
Der Chorverband NRW e. V. ist der Zusammenschluss von mehr als 3.300 Chören mit ca. 270.000 Mitgliedern. Er ist der größte Landesverband innerhalb des Deutschen Chorverbandes.
Bereits ein Jahr nach der Gründung des Landes Nordrhein-Westfalen schlossen sich der Rheinische Sängerbund (gegr. 1862), der Westfälische Provinzial-Sängerbund (gegr. 1908), der Westfälische Chorverband (gegr. 1900) und der Lippische Sängerbund (gegr. 1875) zum Sängerbund Nordrhein-Westfalen e. V. zusammen. Offizieller Gründungstag ist der 8. März 1947.
Nach der jüngsten Erhebung singen 113.000 Sängerinnen und Sänger aktiv. Sie werden unterstützt von ca. 156.000 fördernden Mitgliedern in den Chören. Die ca. 3.300 Chöre haben sich regional in 59 Sängerkreisen zusammengeschlossen. Der Sängerbund Nordrhein-Westfalen e. V. ist der landesweit größte Kulturverband.
Unter den Aktiven sind heute etwa gleich viele Frauen und Männer. In den letzten 35 Jahren hat sich die Zahl der Frauenchöre gegenüber dem Anteil der reinen Männerchöre verfünffacht. Im gleichen Zeitraum hat sich der Anteil der Kinder- und Jugendchöre gegenüber der Gesamtmitgliederzahl vervierfacht.
Die Organisation des Chorverbandes NRW e. V. wird durch den Bundesvorstand gewährleistet. Hier arbeiten vom Präsidenten bis zu den Beiratsmitgliedern ehrenamtliche Sängerinnen und Sänger. Sie werden unterstützt durch eine hauptamtliche Geschäftsstelle. Der Sitz des Chorverband NRW e. V. ist Dortmund.